# Кантареллула бугорковая
Лиси́чка горба́тая, или кантаре́ллула бугорко́вая (лат. Cantharellula umbonata) — условно-съедобный гриб рода Cantharellula.
Синонимы:
- Agaricus molliculus Britzelm., 1885
- Cantharellus umbonatus (J.F. Gmel.) Pers., 1794
- Clitocybe umbonata (J.F. Gmel.) Konrad, 1931
- Hygrophoropsis umbonata (J.F. Gmel.) Kühner & Romagn., 1953
- Merulius umbonatus J.F. Gmel., 1792basionym
- Merulius umbonatus subsp. umbonatus J.F. Gmel., 1792

## Описание
Шляпка сероватая или синевато-стальная, с бугорком в центре. Край более светлый, у молодых экземпляров подвернут. Пластинки беловато-серые, разветвленные, низбегающие, у зрелых экземпляров заметны красные крапинки. Ножка цилиндрическая, часто светлее шляпки. Мякоть белая, на изломе краснеющая, с приятным вкусом и запахом. Споровый порошок белый.

Произрастает в хвойных и смешанных лесах, на сырых почвах, среди мха. Встречается обычно группами.
Сезон: конец лета — начало осени.